# Masdevallia geminiflora
Masdevallia geminiflora är en orkidéart som beskrevs av Pedro Ortiz Valdivieso. Masdevallia geminiflora ingår i släktet Masdevallia och familjen orkidéer. Inga underarter finns listade i Catalogue of Life.